# 102 далматинці
«102 далматинці» (англ. 102 Dalmatians) — кінофільм режисера Кевіна Ліми, що вийшов на екрани в 2000 році.

## Зміст
Лютелла де Віль, яка потрапила до в'язниці через спроби пошити собі шубу з милих плямистих далматинців, через деякий час виходить на свободу. Тепер у неї імідж захисниці тварин, але чи так це? З'ясувати правду незабаром доведеться далматинцю без плям, господареві притулку для собак, дівчині-поліцейській Хло і ексцентричному папузі, який думає, що він є псом. І з'ясувати якомога швидше, адже їх плямисті друзі безслідно зникли.

## Ролі
| Актор          | Роль                                   |
| -------------- | -------------------------------------- |
| Гленн Клоуз    | Лютелла де Віль (англ. Cruella De Vil) |
| Жерар Депардьє | Жан-П'єр Ле Пелт                       |
| Еліс Еванс     | Хлоя Саймон                            |
| Йоан Гріффіт   | Кевін Шеперт                           |
| Тім МакІннерні | Алонзо                                 |
| Іен Річардсон  | містер Рвач                            |
| Бен Кромптон   | Еван                                   |
| Джим Картер    | детектив Армстронг                     |
| Рон Кук        | містер Баттон                          |
| Тімоті Уест    | суддя                                  |
| Девід Хоровіч  | доктор Павлов                          |

## Цікаві факти
- Доді Сміт (1896—1990), британська романістка і драматург, автор роману, за яким знято фільм, починала кар'єру актрисою.
- У фільмі є епізод з ненавмисною рекламою мультфільму «Леді і Бродяга».
- Виконавці ролей Хлої (Еліс Еванс) та Кевіна (Йоан Гріффіт) в 2007 році одружилися.
- Прізвище де Віль англійською пишеться de vil (на машині написано злито), що може перекладатися як диявол.
- У фільмі Стервелла пересувається на автомобілі Panther De Ville.

## Нагороди
- 2001 — номінація на «Оскар» — художник по костюмах Ентоні Пауелл
- 2001 — премія «Bogey Awards» (ФРН)

## Знімальна група
- Режисер — Кевін Ліма
- Сценарист — Крістен Баклі, Брайан Ріган, Боб Цудікер
- Продюсер — Едвард С. Фельдман, Патриція Карр, Енфіс Дікінсон
- Композитор — Девід Ньюман